# Ghost Opera
Ghost Opera är det amerikanska symfonisk metal/power metal-bandet Kamelots åttonde studioalbum, utgivet 4 juni 2007 av skivbolaget SPV/Steamhammer.

## Låtlista
1. "Solitaire" (instrumental) – 1:00
2. "Rule the World" – 3:40
3. "Ghost Opera" – 4:06
4. "The Human Stain" – 4:01
5. "Blücher" – 4:03
6. "Love You to Death" – 5:13
7. "Up Through the Ashes" – 4:59
8. "Mourning Star" – 4:37
9. "Silence of the Darkness" – 3:43
10. "Anthem" – 4:24
11. "EdenEcho" – 4:13

## Medverkande
Musiker (Kamelot-medlemmar)
- Khan – sång
- Thomas Youngblood – gitarr
- Glenn Barry – basgitarr
- Casey Grillo – trummor
- Oliver Palotai – keyboard

Bidragande musiker
- Simone Simons – sång (spår 5)
- Amanda Sommerville – sång (spår 3, 6, 8), bakgrundssång
- Miro (Michael Rodenberg) – keyboard, orkestrering
- Sascha Paeth – gitarr
- Thomas Rettke, Robert Hunecke-Rizzo, Cinzia Hunecke Rizzo – kör

Produktion
- Sascha Paeth – producent, ljudtekniker
- Miro – producent, ljudtekniker
- Olaf Reitmeier, Simon Oberender, Bredo Myrvang – ljudtekniker
- Alexandra V Bach, Mattias Norén – omslagsdesign, omslagskonst
- Liliana Sanches – foto
- Elin Strigå – fotoredigering